# コモドール

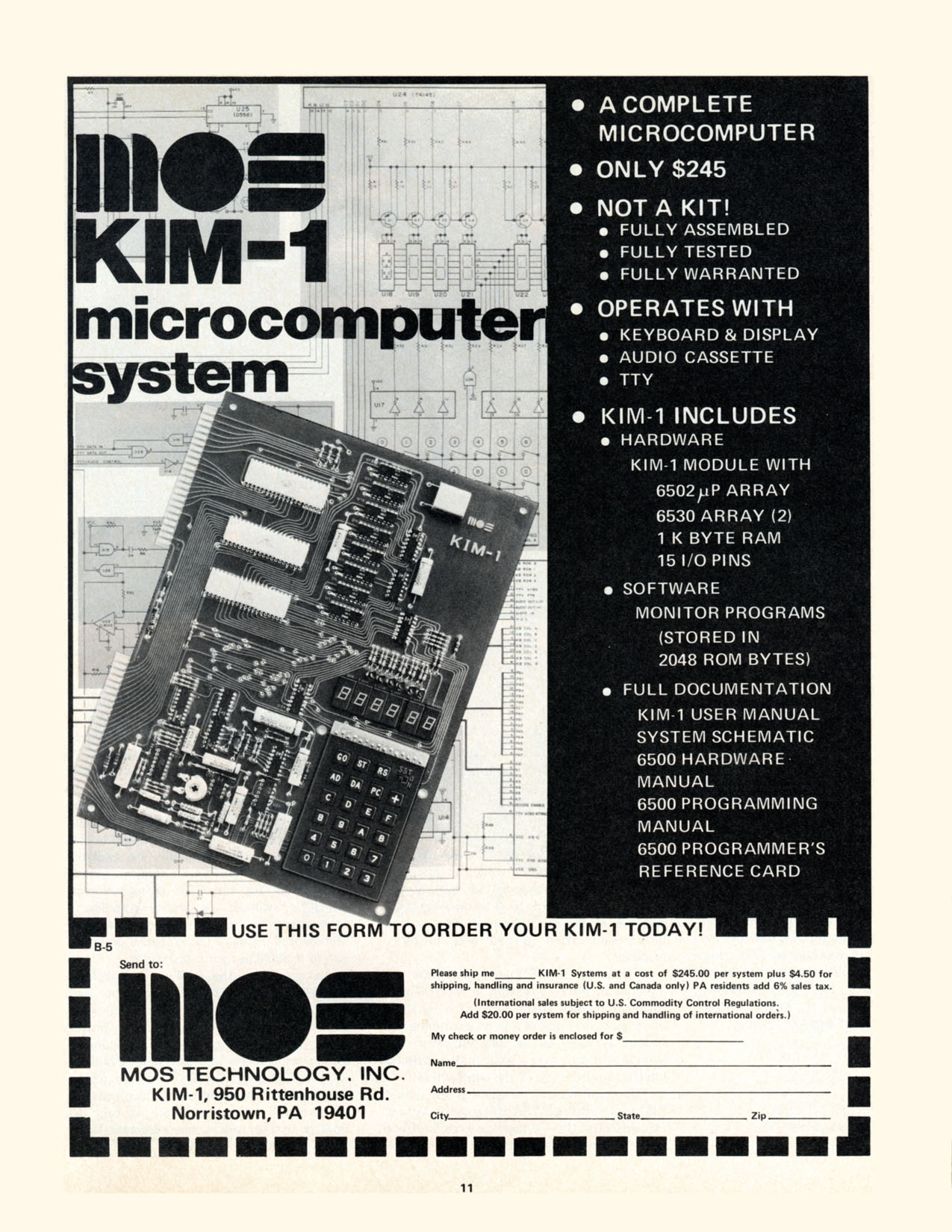
KIM-1（1975年）

コモドール（英語：Commodore）は、アメリカ合衆国に存在したコンピュータ会社。Commodore Business Machines (CBM) 、あるいはCommodore International Limitedの社名でも知られる。

## 概要
史上初のオールインワンパソコンであるPET 2001（1977年）、史上最も販売台数の多いパソコンであるコモドール64（1982年）、欧州を中心に普及したAmiga（1985年）など、ホームコンピュータ黎明期から終末期にかけての歴史的なハードの製造販売元であり、1980年代のホームコンピューターの時代の立役者である。
1994年に倒産。現在はその権利を買収したいくつかの企業によって、コモドールブランドやAmigaブランドが継続されている。
「コモドール」の社名の由来については、2007年12月、トラミエル元社長がコモドール64発売25周年を記念してカリフォルニア州マウンテンビューのコンピュータ歴史博物館を訪れた際の発言によると「本当はゼネラルとしたかったんだが、アメリカにはゼネラル・エレクトリックとかゼネラルモーターズといったゼネラルと名の付く企業がたくさんあった。次の候補はアドミラル (Admiral) だったが、これは他に先を越された。そんなとき妻とベルリンに行き、タクシーがちょっと止まったとき目の前にあったのがオペル・コモドーレだったんだ」とのこと。トラミエルは多くのインタビューでこのエピソードを語っているが、実際にはコモドール社はオペルのコモドーレがデビューした1967年の前よりコモドールを名乗っているため、その信憑性は定かではない。

## 歴史

### 設立当初

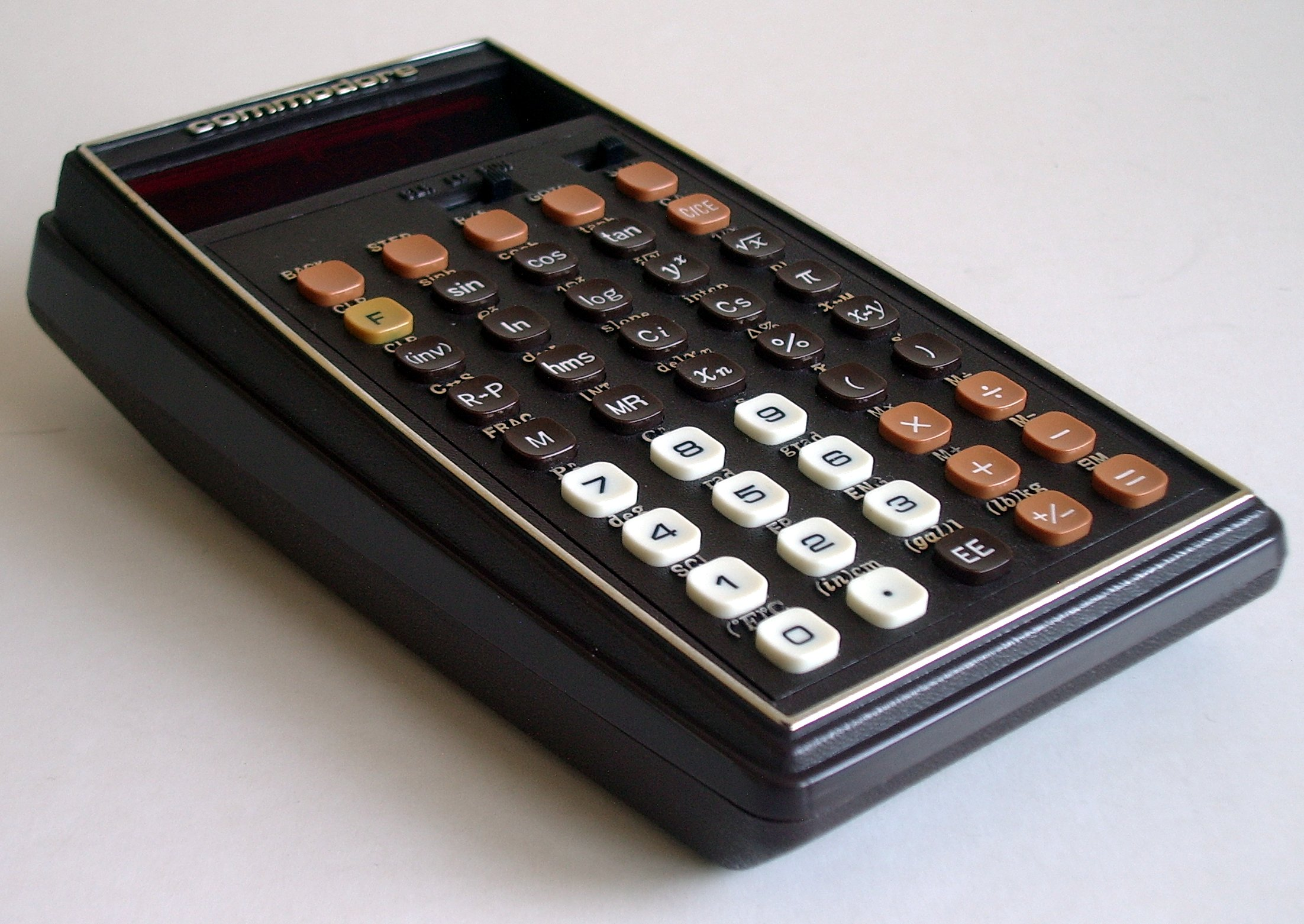
Commodore PR-100 プログラム電卓（1978年）

コモドールは1954年にポーランド移民でアウシュビッツの生き残りでもあるジャック・トラミエルによって、カナダのトロントにてCommodore Portable Typewriter Companyとして設立された。トラミエルは元々ニューヨークにてタクシーの運転手やタイプライターの修理工として生計を立てていたが、とあるチェコスロバキア人の経営する「ズブロヨフカ・ブルノ」というタイプライター会社と契約を結び、その会社のタイプライター「Consul」などの部品をチェコスロバキアから輸入しカナダで組み立てて販売することになったため、トロントに移住して事業を開始した。1950年代の終わり頃には北米に安価な日本製タイプライターが席巻するようになり、北米のタイプライターの会社は軒並み大きな打撃を受けることになるが、トラミエルの会社は機械式計算機の製造に転換することで生き残った。
1955年、コモドールはカナダで Commodore Business Machines, Inc. (CBM) として正式に会社組織として創業し、1962年にはCommodore International Limitedの名でアメリカのニューヨーク証券取引所に上場する。1960年代の終わりには北米でまたも日本製の機械式計算機が席巻するようになり、コモドール社はまたも大きな打撃を受ける。そこで、コモドールの最大の出資者で会長のIrving Gouldがトラミエルに助言し、日本に行ってどう対抗したらいいかを見てくることを勧めた。日本から戻ったトラミエルは電子式の計算機（電卓）を製造するアイデアを携えていた。電卓は当時徐々に市場に現れつつあった。
1970年代の始めにはコモドールは電卓で利益を上げられるようになり、北米で一般向けの電卓と科学技術計算用やプログラム可能な電卓を販売し、消費者に人気のブランドのひとつとして認知されるようになった。しかし1975年、それまで各社の電卓用チップの主な供給元であったテキサス・インスツルメンツが電卓市場に直接参入し、コモドールより安価な電卓を供給するようになり、コモドールはまたもや大きな打撃を受ける。それに対抗するため、Gouldにさらなる出資を求めると共にトラミエルは電卓用チップのセカンドソースの供給元をいくつか買収するが、その中の一社としてモステクノロジーがあった。モステクノロジーは1975年に画期的なCPUであるMOS 6502を開発した会社であり、この買収をきっかけに6502の設計者であるChuck Peddleがコモドールの技術部門のトップとなった。これがコモドールの転機となる。

### 大衆のためのコンピュータ

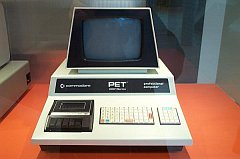
PET 2001 （1977年）

コモドールの技術部門を引き継いだ Chuck Peddle は、すでに電卓の時代は終了してホームコンピュータの時代が来ていることをトラミエル社長に示した。 Peddleはモステクノロジーがかつて開発したワンボードマイコンKIM-1（1975年）を元に、QWERTY配列のキーボードとモノクロディスプレイとデータレコーダを備えた世界初のオールインワンパソコンPET 2001 （1977年）を設計し、これによってカナダの電卓メーカーに過ぎなかったコモドールはコンピュータ会社へと変貌した。
なお、1977年にはコモドールは Commodore International, Ltd. へと再編し、事業上の本社をカナダからモステクノロジー本社の近くのペンシルベニア州ウェストチェスターへと移転している（ただし財政上の本社はタックス・ヘイヴンのバハマ）。
PETはその堅牢さから主に学校で使われ、グラフィックとサウンドが重要視されるホームパソコン市場ではさほど人気は出なかった。これは1981年に発売された後継機のVIC-20 で解決される。US$299で販売され、SFドラマ『スタートレック』で主役の人気俳優ウィリアム・シャトナーを起用し "Why buy just a video game?"（なぜ単なるゲーム機を買うの？）とゲーム機ユーザーにアピールする印象的なCMを打ったVIC-20は100万台以上を売り上げた史上初のパソコンとなり、最終的に250万台を売り上げる大ヒットとなった。

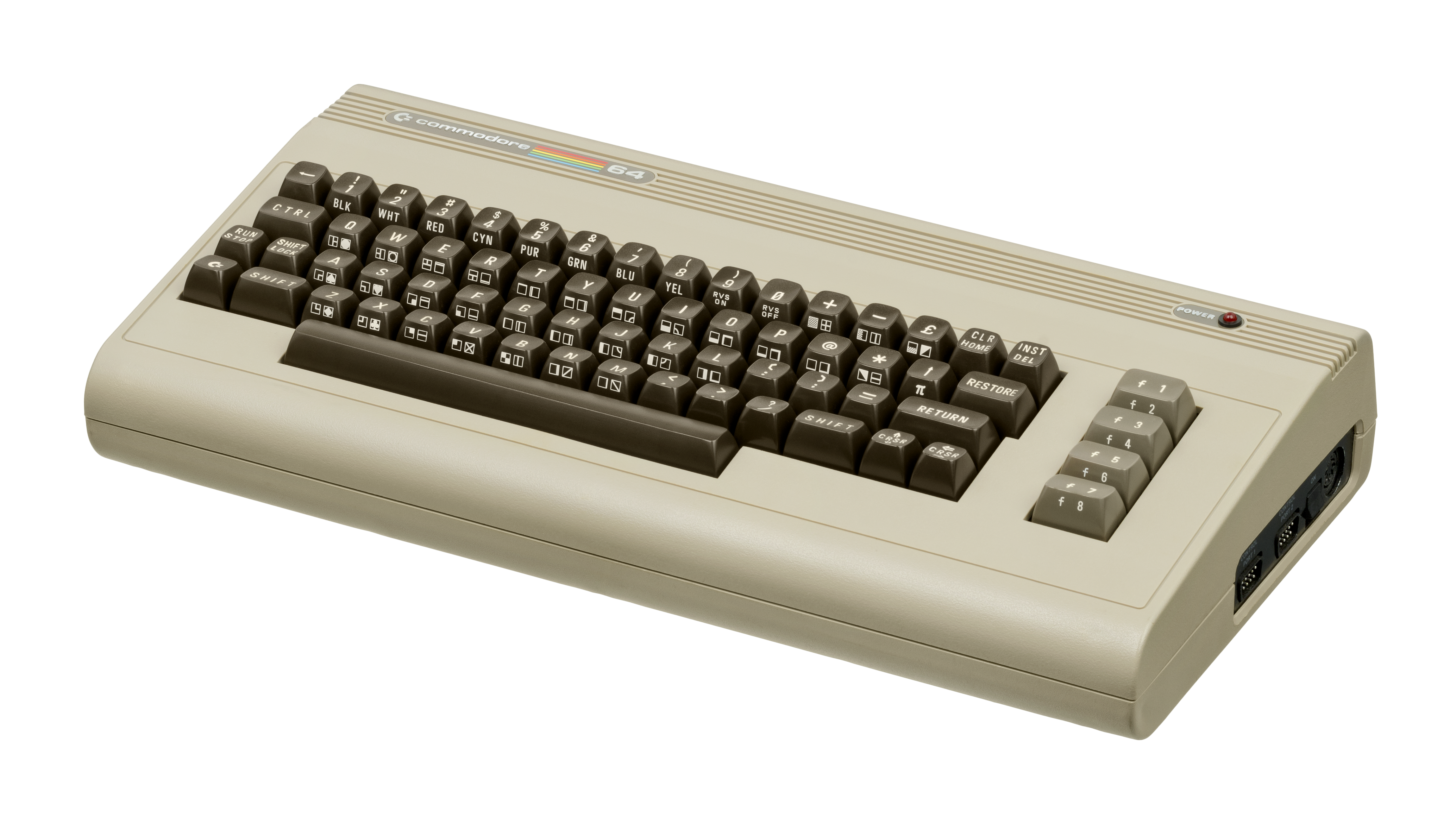
コモドール64 (1982年)

1982年、コモドールはVIC-20の後継機としてコモドール64（C64）を発売。モステクノロジーの開発した高性能なICと大容量の64KBメモリによってC64は当時としては驚異的なサウンド性能とグラフィック性能を誇り、デモシーンという文化も生み出した。US$595の価格はVIC-20と比べるとかなり割高だったが、市場のほかの64KBメモリを搭載したパソコンと比べるとはるかに安かった。コモドールはCMで、「この2倍の金を払っても、これよりよいパソコンを買うことはできない」と豪語した。
1983年よりコモドールは "home computer war" と呼ばれる低価格競争を開始し、VIC-20とC64の大幅な値引きを行った。 TI-99/4Aを発売したテキサス・インスツルメンツ、Atari 800を擁するアタリ、などなど、ホームコンピュータの中でもビジネスよりで高級志向のMacintoshを投入したApple Computer以外のすべてのメーカーを巻き込んだこの低価格競争に勝利したコモドールは、それまで一部の人間のものであったコンピュータを広く大衆に行き渡らせ、C64の出荷台数は最終的に2200万台を超えた。
トラミエル社長はこの頃、「我々は一部の階級のためではなく、大衆のためのコンピュータを作らなければならない」 ("We need to build computers for the masses, not the classes") との有名な言葉を残した。
しかし、コモドール経営陣はトラミエル社長の低価格路線から抜け出したいと考えるようになる。1984年1月、コモドール内部の権力闘争の果てにトラミエル社長が辞任する。

### トラミエル社長の失脚
彼はすぐさま新会社 Tramel Technology（トラメル・テクノロジー。トラミエル社長の名前は本来「トラメル」と発音するのであったが、コモドール時代は誰もその発音では呼んでくれなかったために新会社の名前を「トラメル」とした） を設立し、コモドールで次世代コンピュータを開発していた開発者の多くを引き抜いてしまった。
トラミエルの動きは素早く、トラメル・テクノロジーでの新ハード設計は1984年6月にはほとんど完了していた（コモドールから引き抜いた技術者が寄与したと見られる）。そして1984年7月にはかつてのライバルであったアタリのコンシューマ部門を買収する。当時「コモドールとの低価格競争に敗れたアタリは毎日1万ドルの損失を出し続けており、親会社のワーナーはアタリを売却したいと考えている」という噂が流れていた。トラメル・テクノロジーはコモドールからスピンオフしたメンバーを多く抱えるとはいえ所詮新興企業であり、全国的な製造・流通・販売網を持たなかったが、トラミエルはアタリの持つ海外製造拠点と世界的販売網を利用するためにワーナーと交渉し、アタリのコンシューマ部門を獲得したのである。こうしてトラメル・テクノロジーはアタリコープとなった。
トラミエルが新会社アタリコープを立ち上げると、コモドールからアタリコープへと転職する管理職や研究者が続出したため、コモドールは同年7月末に元コモドールの技術者4人が企業秘密を盗んだとして訴えた。これはトラミエルが新たなコンピュータをリリースするのを妨害することを意図したものである。コモドールはトラミエルの新ハードに対抗しうるハードを出そうにも、ほとんどの技術者がトラミエルに付いて退職してしまったためにそのような開発力がなくなってしまい、とりあえずトラミエル側に訴訟を仕掛けると同時に、外部企業の買収の話を進めていた。ここで登場するのがAmiga社である。

### Amiga vs. Atari ST
1983年ごろ、かつてアタリでAtari 800のビデオチップの開発などに携わったジェイ・マイナーは、アタリからスピンアウトしてAmiga社という小さな会社を設立し、"Lorraine"のコードネームで呼ばれる新型ホームコンピュータの開発を行っていたが開発資金が底をつき、新たな出資者を捜していた。ジェイ・マイナーは以前勤めていたアタリに資金提供を求め、当時はワーナーの子会社となっていたアタリの出資の元で開発を続行することになった。その見返りとしてアタリはそのハードのチップを自社のゲーム機に1年間独占的に利用でき、さらに1年後にはそのハードをキーボードを追加した完全なコンピュータとして販売する権利も有する、という契約を結んでいた。「そのハード」とは言うまでもなく、後にAmigaとしてコモドールからリリースされることになるハードのことである。Atari MuseumはこのAtari社とAmiga社による契約書と、このAtari版Amigaが元々は"1850XLD"と呼ばれていたことがわかる技術文書を保管している。ちなみに当時アタリはディズニーと深い関係にあったため、アタリではこのハードのコードネームは "Mickey"、256KBのメモリ拡張ボードは "Minnie" とされていた。
その後、Amiga社は1984年春ごろにも資金難に陥り、さらなる出資者を捜し始めていた。そのころのアタリはすでにトラミエルとの買収話が進行しておりAmiga社を相手にしなかったため、Amiga社はコモドールとの話し合いに入った。話はコモドールがAmiga社を全て買い取るという方向でまとまり、コモドールは1984年8月にAmiga社を2500万ドル（現金1280万ドルと自社株55万株）で買収した。こうしてAmiga社はコモドールの子会社Commodore-Amiga, Incとなった。
コモドールはこの買収によってAmiga社の既存の契約（アタリとの契約も含む）が全て無効になると考えていた。しかしそううまくはいかなかった。アタリコープを創業してトラミエルが最初に行ったのは、アタリのもともとの従業員の大部分を解雇し、進行中の全プロジェクトをキャンセルすることだったが、同年7月末から8月初め頃に、トラミエルの部下が前年秋のアタリとAmiga社の契約書を発見。これを反撃のチャンスと見たトラミエルは、8月13日に「Amiga社とコモドールの契約は無効である」とコモドールを訴え返した。これもAmiga（およびコモドール）が似たようなテクノロジーを製品化することを妨害し、コモドールの企業買収（とそれによる次世代コンピュータの技術獲得）を無駄にさせることを意図したものである。
1985年初頭にはアタリコープが新ハードAtari 520STを約$800で発売。そして同年の秋、コモドールもAmiga社の開発した新型16ビットコンピュータをAmiga 1000としてUS $1295で市場に投入。Atari社の妨害のせいでAmigaのリリースがAtari STに半年ほど遅れを取る形とはなったが、両機は滞りなく販売され、共にホビーパソコンユーザーに熱狂的に受け入れられた。

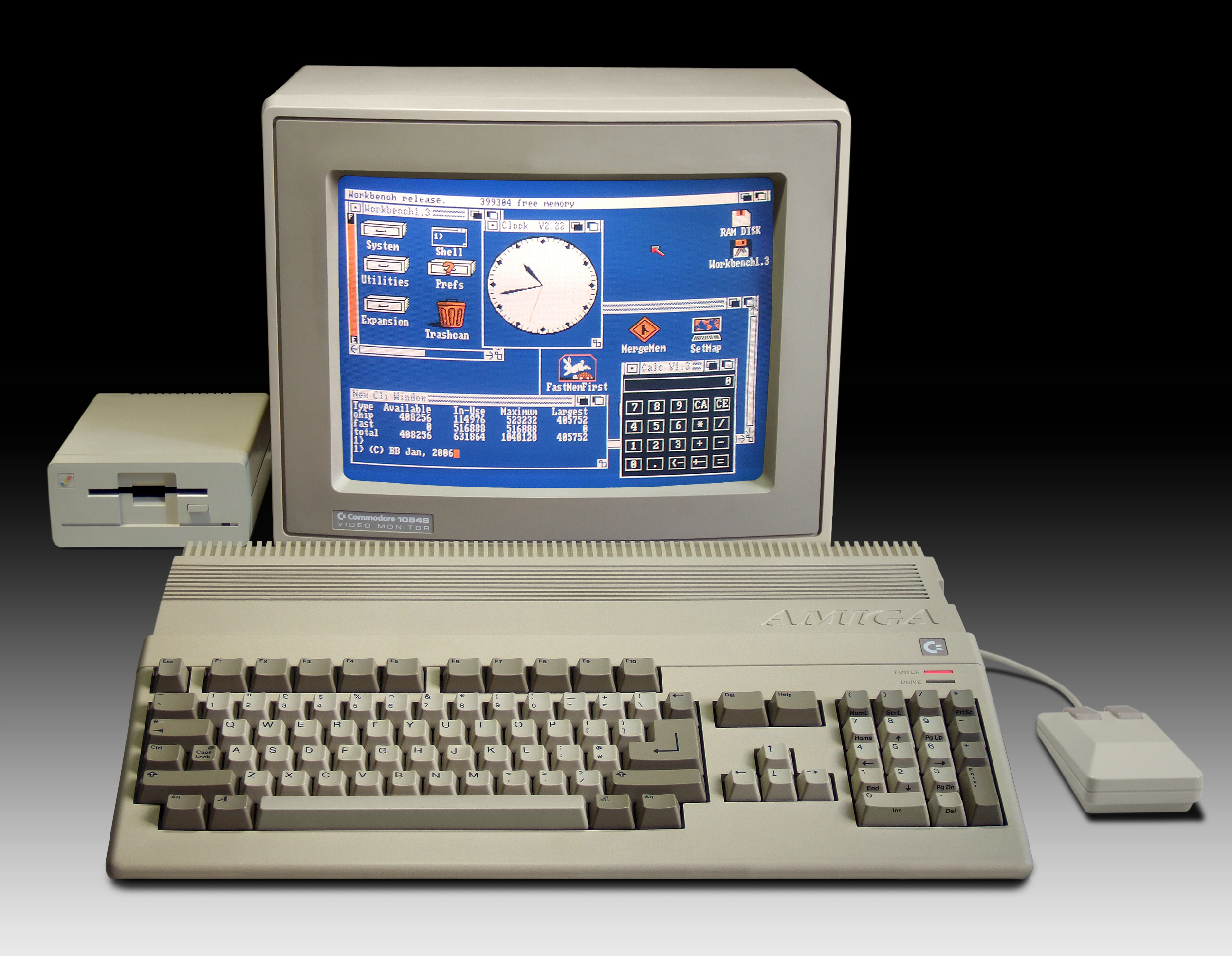
Amiga 500（1987年）

1980年代後半、Atari STとAmigaは熾烈なシェア争いを繰り広げた。そもそもアタリとコモドールのシェア争いは、1982年発売のコモドール64が1979年発売のAtari 800に挑んだときから始まっており、双方に熱狂的なファンが付いたものだが、このAtari STとAmigaにも双方に熱狂的なファンがつき、「聖戦」 ("holy wars") と称する貶し合い（フレーミング）が繰り広げられた。
1987年発売のAmiga 500の大ヒットを見る限りでは、この聖戦はどうやらコモドール信者の方に分があった様子であるが、市場はMicrosoft Windowsを搭載したPC/AT互換機が制覇しつつあり、最終的には両者ともマイクロソフトに敗れ去った。一方、泥沼化した一連の訴訟合戦は最終的に法廷外和解として1987年に決着した。「ビジネスは戦争である」というトラミエルの経営戦術はまたしても成功を見たと言えなくもないが、結局この戦いに勝者はなく、その後のコモドールの運命をも決定付けた。

### 没落、そして倒産
1970年代から1980年代初めにかけてコモドールは業界をリードする企業の1つと見なされていた。VIC-20やC64のころは積極的なマーケティングが行われたが、それらの成功はむしろ低価格にあった。が、トラミエル社長が失脚した頃から保守的な風土になり、ハードの価格も上昇し、かつての革新性は無くなっていった。広告を駆使した徹底的な販売攻勢をすることもなくなり、旧来の代理店で細々と販売される状態になっていた。
1980年代の終わり頃にはパソコン市場はIBM PCとMacintoshが占有するようになっていた。コモドールのAmigaはそれらに対抗できず、中途半端なマーケティングで、市場が支持しないCommodore CDTV（1991年）のような失敗ハードに固執したりしていた。
1990年代初め、コモドールは25 MHzのMC68030を搭載したAmiga 3000をすでに市場に投入していたにもかかわらず、7–14 MHzのMC68000を搭載した機種をまだ主力に据えて販売していた。一方PCの方では33 MHzのIntel 80486にハイカラーのGPUとハイクオリティなサウンドカードであるSoundBlasterを搭載した互換機が入手できたし、少々値は張るがより高い性能の製品を手に入れることもできた。1985年ごろのIBM PCはIntel 80286、EGA画質と初歩的なサウンドしか持ちえず、Amigaよりも格段に劣っていたものだが、今やAmigaにはその頃の革新性はなかった。

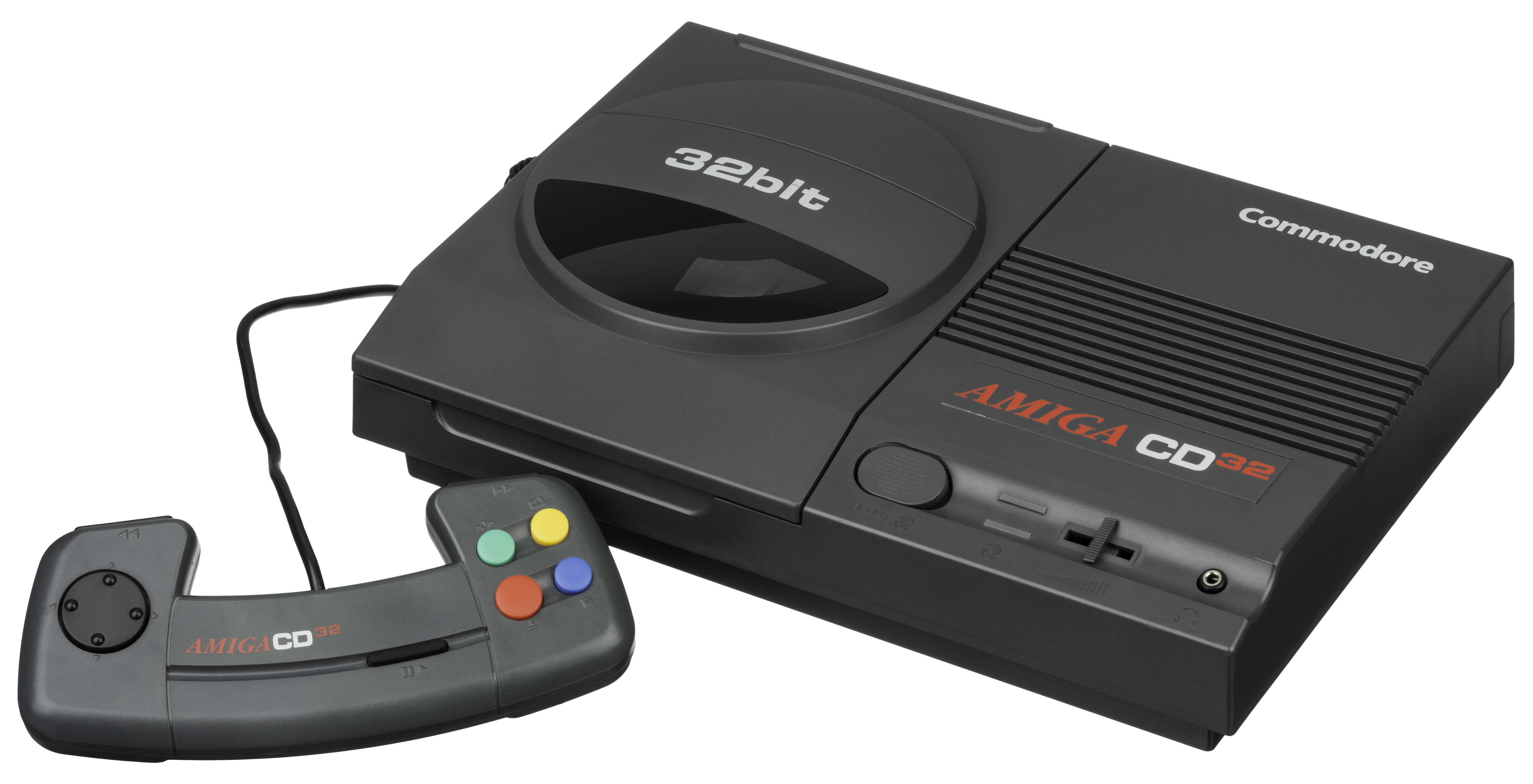
Amiga CD32（1994年）

1992年にAmiga 500の後継機としてAmiga 600が発売された。しかし、テンキー、拡張スロット、SCSI、その他コスト削減のためにあらゆるものを削除したデザインは、Amiga 500と比べて明らかに退化していた。そのため、あまりの不人気のために1年たたずに販売中止となった。この頃より、映像や音楽の制作でAmigaを使っていた人々はIBM PCやMacintoshに流れ、ゲーム用途でAmigaを使っていたゲーマーは専用のゲーム機に流れて行くようになった。
1992年にAmiga 4000とAmiga 1200が発売され、AmigaはようやくIBM PCに肩を並べるところまで復帰した。これらの機種にはIBM PCやMacintoshと比べても遜色ないハイクオリティなマルチメディア性能を発揮する新開発のグラフィックス用チップセット (AGAチップセット) が搭載されていたが、しかしIBM PCとMacintoshの市場シェアはすでに手がつけられないほど拡大していた。ソフト開発者もAmigaを見限っていた。独自設計されたAmigaのチップセットはコモディディ化されたIBM PCのチップセットよりはるかにコストがかかり、コモドールの利益率を圧迫した。AGAチップセットは確かにAmigaのオリジナルのチップセットよりも高性能であったが、マルチメディア・コンピューティング市場の覇権を取りもどすというコモドールの目標は達成できなかった。
Amigaがソフト開発者から見限られた理由のひとつに違法コピーの蔓延を挙げるものがいるが、これは議論の余地がある。
1994年に社運をかけて発売された32ビットのCD-ROMベースのゲーム機、Amiga CD32は失敗に終わった。1990年代初めより、コモドールはサービスおよび修理をワング・ラボラトリーズに委託していた。1994年の時点でいまだ利益が出ているコモドールの支社はドイツとイギリスのみとなっていた。
1994年4月29日にコモドールは倒産し、同社の資産が清算された。ウェストチェスターのかつての本社ビルは、今ではQVCが本社として使っている。

### その後
コモドールの支社のうち、財政が健全だったイギリス支社のCommodore UKだけが唯一倒産を免れ、他の支社や旧親会社のコモドール本社の資産までも買収して事業を継続し、Amigaの在庫を売ったりコンピュータ用スピーカーなどの周辺機器を製造していた。しかしCommodore UKの財政基盤は実のところ脆弱であり、旧コモドールの資産、特にAmigaに関する特許をDellやゲートウェイなどが狙っていた。最終的にCommodore UKが持つ旧コモドール社の資産はドイツのPC企業 Escom が獲得することになり、1995年中ごろにCommodore UKを吸収合併した。
Escomの目的はAmigaよりもむしろコモドールのブランド名であり、その使用に当たってCommodore International に1400万ドルを支払った。同社はコモドールとAmigaを別々の部門とし、コモドールブランドのPCをヨーロッパで販売。しかし事業拡大のしすぎで損失を出し始め、1996年7月15日に倒産し、清算された。
その後、旧コモドールの資産はいくつかに分割されたが、それらを受け継いだ企業がかつてのコモドールのような成功を収めた例はなく、徐々に時代の表舞台からその名を消す事となった。ただし「Commodore」のブランド名や、ゲームハードとしてのC64とAmigaなどは現在も根強い人気があり、主に懐古趣味者向けにその名を冠した製品が出されている。また、Amigaのハード (AmigaOne) とOS (AmigaOS) の開発は細々とながら継続されている。以下に現在までの主な動向を記す。
コモドールブランド
1997年9月、コモドールのブランド名はオランダのコンピュータ企業Tulip Computers NVが獲得。Tulipは2003年7月11日、コモドールのブランド名を復活させることを発表し、新たなC64関連製品などを発売するとし、コモドールのブランド名を無断で使っている商用ウェブサイトなどを訴える用意があるとした。2004年6月18日、TulipはCommodoreWorld.comというサイトを開設し、子会社Commodore International BVに運営させることになった。
2003年後半、中華人民共和国のTai Guen Enterpriseがコモドールのブランド名を使った低価格のMP3プレーヤーを主にヨーロッパで販売したが、Tulipとこのデバイスとの関係は不明である。
2004年7月、Tulipはコモドールのブランド名を使った一連の新製品を発表した。fPETというUSBメモリ、mPETというMP3プレーヤーとデジタルレコーダー、eVICという20GBの音楽プレーヤー、C64 DTVである。
2004年後半、Tulipはコモドールのブランド名を Yeahronimo Media Ventures に2200万ユーロで売却。数カ月の交渉の末、2005年3月に売却が完了した。
Commodore Gamingは2005年、Commodore International Corporationからコモドールのブランド名を取得してゲームPC市場でそのブランド名を使用すべく創設された。
モステクノロジー
モステクノロジーを前身とするCommodore Semiconductor Groupはかつての経営者に買い戻され、1995年にはGMT Microelectronicsと改称され、コモドールが1992年に閉鎖したペンシルベニア州ノリスタウンの工場で生産を行った。1999年には従業員数183名となり、2100万ドルの売り上げを得るまでになっていた。しかし土壌を汚染する公害を出していることが発覚したため、2001年にアメリカ合衆国環境保護庁が工場の閉鎖を命じた。GMTは事業を停止し、清算された。
Amiga
Amigaの所有権に関しては、1995年にその権利を獲得したドイツのEscomを皮切りにいくつかの会社を転々とし、1997年にはアメリカのPC互換機メーカーゲートウェイ、そして2000年にはゲートウェイの元従業員が創業したAmiga, Inc.へとそのライセンスが移った。2004年3月15日、Amiga, Inc.はAmiga OSの過去と将来の全バージョンについての権利（他の知的財産権は含まない）を2003年4月23日にItec, LLC.に移管したと発表。Itecは後にKMOS, Inc.に買収された。2005年3月16日、KMOS, Inc.は社名をAmiga, Inc.に変更するための州への登録を済ませたと発表。その後、Amiga Inc.よりライセンスを受けて開発された後継機AmigaOneシリーズがいくつかの会社からリリースされている。

## 日本人関係者
- 東海太郎 - コモドール・ジャパン副社長[11]。
- 高木一夫 - 電卓やPET 2001、コモドール64などの開発に関わる[12]。
- Yasaharu Terakura - VIC-1001やコモドール64などの開発に関わる[13][14]。

## 販売していた製品

### コンピュータ
- KIM-1
- PET 2001
- CBM3032
- VIC-1001
- コモドール64
- コモドール16/116
- コモドールPlus/4
- コモドール128
- マックスマシーン
- Amiga
- Commodore CDTV

### その他
電卓
774D、9R23、C110、F4146R、MM3、M55、P50、PR100、SR1800、SR4120D、SR4120R、SR4148D、SR4148R、SR4190R、SR4212、SR4912、SR4921RPN、SR5120D、SR5120R、SR5148D、SR5148R、SR5190R、SR59、SR7919、SR7949、SR9150R、SR9190R、US*3
コンピュータ・アクセサリ
キーボード、マウス、ヘッドフォン、各種アダプタなど
タブレット・モニター
CTL-15、CTL-19
メディア・プレーヤー
Gravel In Home、Gravel In Pocket
ゲーム機
Commodore 64 Games System、Amiga CD32
テレビ
CFTV-19、CFTV-23